# Azeta imbuta
Azeta imbuta là một loài bướm đêm trong họ Erebidae.